# Camptoptera perpilosa
Camptoptera perpilosa is een vliesvleugelig insect uit de familie Mymaridae. De wetenschappelijke naam is voor het eerst geldig gepubliceerd in 1961 door Soyka.